# Cruentus
Cruentus – polska grupa muzyczna powstała w Szczecinie w 1999 roku wykonująca industrial metal/Mathcore z elementami muzyki elektronicznej i progresywnej.

## Życiorys

### Początki
Zespół został założony z inicjatywy Jakuba „KRN” Lasoty (bas) oraz Tomasza Gabryela (gitara) w 1999 roku. W 2000 roku do grupy dołączyli: Robert „Binar” Gregorczuk (syntezatory), Michał „Misiek” Kucharski (perkusja), Szymon „Tadzik” Toda (gitara) oraz Roman „Romulus” Murzyński (wokal, gitara) i w tym składzie, w Studiu RIFF w Szczecinie, zarejestrowane zostało pierwsze demo zespołu pt. „Manifestation Of Contemporary Universal Dementia”, które utrzymane było w stylistyce doom metal / gothic / black metal. W 2001 ze składu odszedł Romulus, który został zastąpiony przez Dariusza „Sulphura” Borajkiewicza. W pierwszych czterech latach działalności Cruentus nagrał materiały demo oraz jedną LP (Event horizon, wydaną w 2004 przez 22 Records), plasując się stylistycznie w ramach symfonicznego black metalu z elementami elektroniki. Płyta „Event horizon” zdobyła wiele pochlebnych recenzji na łamach prasy branżowej. W tym czasie zespół prowadził także dosyć intensywną działalność koncertową, prezentując się na żywo w czasie kilkudziesięciu koncertów w Polsce oraz w Niemczech.

### 2004–2007
Następnym wydawnictwem było demo „Technological Symphony”, nagrane również w 2004 roku, materiał, który był odważną mieszanką metalu, elektroniki i elementów symfonicznych, nie został jednak rozpowszechniony. Perkusistę Miśka w 2005 roku zastąpił Marcin „MRTZ” Prążyński. Do tego momentu zespół wykonywał nowoczesny Symfoniczny black metal. W 2006 roku grupa wydała własnymi środkami mini-album, który był punktem zwrotnym w karierze zespołu - „Audition of Your Modern Nitemare”. Cruentus odszedł od grania Symfonicznego blacku, pokazując się od bardziej elektronicznej strony. Nowoczesne, metalowe brzmienie było zmieszane z techno-Beatami i dużą dawką syntezatorów. Za ten krążek zespół zebrał wiele dobrych recenzji, podobnie jak było w przypadku „Event horizon”. W tym czasie zespół zagrał wiele koncertów w Polsce i w Niemczech, zyskując pewną renomę na polskiej scenie Industrialowej. W 2007 roku z grupy odszedł Sulphur, którego miejsce zajął wokalista innego szczecińskiego zespołu Godsend – Marcin „Hyeev” Galicki.

### 2007
W 2008 zespół zabrał się za nagrywanie drugiego albumu długogrającego. Jest to kolejna zmiana w stylu grania Cruentusa. Teraz skład prezentuje industrial metal, kojarzący się z Fear Factory, Strapping Young Lad czy starszą twórczością Mnemic a także z połamanymi dźwiękami przypominającymi twórczość Meshuggah, The Dillinger Escape Plan. Są też elementy metalcore oraz sporo śpiewanych czysto wstawek wokalnych. W 2009 na perkusji nastąpiła kolejna zmiana - za MRTZ-a przyszedł Bartłomiej „Bart” Mieżyński, zaś na początku 2010, po 10 latach gry w Cruentusie, Shimona zmienił Michał „Alvaro” Waliszewski.
W sierpniu 2010 światło dzienne ujrzał album zatytułowany „Terminal Code” wydany własnym sumptem. Zawiera 11 oryginalnych utworów skomponowanych przez Jakuba „KRN” Lasotę i Tomasza „Archangel” Gabryela. W warstwie lirycznej można znaleźć odniesienia do twórczości Stanisława Lema czy Williama Gibsona. Tekst do utworu „Love&Tensor Algebra” to oryginalny fragment Cyberiady Lema. Jest on również użyty w ukrytej ścieżce, na końcu utworu „Paradigm”.

## Teksty
W tekstach poruszane są zagadnienia związane z negatywnymi aspektami współczesności, wpływem technologii na człowieczeństwo oraz zalgorytmizowaną i odhumanizowaną rzeczywistością „betonowej dżungli”.

## Muzycy

### Obecny skład zespołu
- Marcin „Hyeev” Galicki - śpiew (od 2007)
- Jakub „KRN” Lasota – gitara basowa, elektronika, produkcja (od 1999)
- Tomasz „Archangel” Gabryel – gitara, produkcja (od 1999)
- Michał „Alvaro” Waliszewski – gitara (od 2010)
- Robert „Binar” Gregorczuk - syntezatory, sampler (od 1999)
- Bartłomiej „Bart” Mieżyński – perkusja (od 2009)

### Byli członkowie zespołu
- Michał „Misiek” Kucharski – perkusja (2000–2004)
- Szymon „Shimon” Toda – gitara (2000–2010)
- Roman „Romulus” Murzyński – gitara, śpiew (2000–2001)
- Dariusz „Sulphur” Borajkiewicz - śpiew (2001–2007)
- Marcin „MRTZ” Prążyński – perkusja (2005–2009)

## Dyskografia

### Dema
- „Manifestation of Contemporary Universal Dementia” (2000)
- „Dismal Vortex” (2002)
- „Universal Dementia” (2002)
- „Technological Symphony” (2004)

### Albumy
- „Event horizon” (2004, 22 Records)
- „Audition of Your Modern Nitemare” (EP, 2006)
- „Terminal Code” (2010)
- "Every Tomorrow" (2018)